# 加藤治郎 (歌人)
加藤 治郎（かとう じろう、1959年11月15日 - ）は、日本の歌人。歌誌「未来」選者。
岡井隆に師事。口語短歌の革新に意欲を見せ、「ニューウェーブ(現代短歌の改革運動)」の旗手と目された。歌集に『サニー・サイド・アップ』(1987年)、『環状線のモンスター』(2006年)、『しんきろう』(2012年)など。

## 人物
1983年に未来短歌会に入会。
岡井隆に師事し、アララギから前衛短歌への流れを消化したうえで、「口語は前衛短歌の最後のプログラム」と宣言。口語短歌の改革者として意欲的な試みに取り組み、「ニューウェーブ」の旗手と称せられるようになる。若手歌人のプロデューサー的役割を担うことも多く、現代短歌における最重要人物の一人といえる。
母、加藤ミユキも岡井に師事していた。
「未来」の選歌欄「彗星集」には比較的若手が多い。門下に笹井宏之、柳澤美晴、野口あや子、佐藤羽美、天道なお、中家菜津子、小坂井大輔、戸田響子、西村曜、などがいた。
書肆侃侃房の「新鋭短歌シリーズ」監修者を務めていた。
現在も富士フイルムビジネスイノベーションジャパン株式会社に勤務しながら作歌をしている。大学卒業後、富士ゼロックスに入社して以来転職をしていない。
夫人との間に3児あり。甘党。
将棋を愛好していて加藤一二三との対局経験をもつ。

## 年譜
- 1959年11月15日：愛知県名古屋市緑区鳴海町に父・一郎、母・ミユキの次男として生まれる。実家は菓子問屋を営んでいた。
- 1978年：愛知教育大学附属高等学校を卒業。
- 1982年：早稲田大学教育学部を卒業。富士ゼロックス（現:富士フイルムビジネスイノベーション）に入社。システムエンジニアを経て、環境マネジメントに携わる。
- 1983年：未来短歌会に入会し、岡井隆に師事。
- 1986年：「スモール・トーク」で第29回短歌研究新人賞。
- 1988年：『サニー・サイド・アップ』で第32回現代歌人協会賞（同時受賞は俵万智『サラダ記念日』）。
- 1998年：荻原裕幸・穂村弘とエスツー・プロジェクトを結成。
- 1999年：『昏睡のパラダイス』で第4回寺山修司短歌賞。
- 2001年：オンデマンド印刷形式の歌集出版レーベル「歌葉」を創設。
- 2001年：「短歌研究」にて「うたう☆クラブ」担当。
- 2003年：「未来」加藤治郎選歌欄彗星集はじまる。
- 2003年：前川佐美雄賞選考委員就任。
- 2005年：毎日歌壇選者就任。
- 2009年：NHK短歌選者就任。短歌研究新人賞選考委員就任(2022年度まで)
- 2012年：『しんきろう』で第3回中日短歌大賞。
- 2014年：東海歌壇（朝日新聞愛知版）選者就任。
- 2023年：7月より日本経済新聞・夕刊の「明日への話題」を担当(水曜日)。
- 2024年：愛知県芸術文化選奨　文化賞受賞

## 著作

### 歌集
- 『サニー・サイド・アップ』（雁書館、1987年）
- 『マイ・ロマンサー』（雁書館、1991年）
- 『ハレアカラ』（砂子屋書房、1994年）
- 『昏睡のパラダイス』（砂子屋書房、1998年）
- 選集『イージーパイ』（bookpark、2001年）
- 『ニュー・エクリプス』（砂子屋書房、2003年）
- 選集『加藤治郎歌集』（砂子屋書房、2004年）ISBN 978-4-7904-0782-9
- 『環状線のモンスター』（角川書店、2006年）ISBN 978-4-0462-1711-0
- 『雨の日の回顧展』（短歌研究社、2008年）ISBN 978-4-8627-2092-4
- 『しんきろう』（砂子屋書房、2012年）ISBN 978-4-7904-1388-2
- 『噴水塔』（KADOKAWA、2015年）ISBN 978-4-0465-2932-9
- 『Confusion』（書肆侃侃房、2018年）ISBN 978-4-8638-5314-0
- 『混乱のひかり』（短歌研究社、2019年）ISBN 978-4-8627-2625-4
- 『海辺のローラーコースター』(書肆侃侃房、2022年)ISBN 978-4-8638-5536-6

### 歌書
- 『TKO（テクニカル・ノックアウト） 現代短歌の試み』（五柳書院、1995年）ISBN 978-4-9060-1070-7
- 『うたう☆クラブ・セレクション』（短歌研究社、2005年）ISBN 978-4-8855-1902-4
- 『短歌レトリック入門』（風媒社、2005年）ISBN 978-4-8331-2052-4
- 『短歌のドア　現代短歌入門』（角川学芸出版、2013年）ISBN 978-4-0465-2620-5
- 『岡井隆と現代短歌』（短歌研究社、2021年）ISBN 978-4-8627-2675-9

### エッセイ
- 『うたびとの日々』（書肆侃侃房、2012年）ISBN 978-4-8638-5082-8
- 『東海のうたびと』（中日新聞社、2016年）ISBN 978-4-8062-0709-2

### 詩画集
- 黒井健『ゆめのレプリカ』（エディションq、1997年）ISBN 978-4-8741-7543-9